# ديلواندر سنغ
ديلواندر سنغ (5 أغسطس 1992 بسنغافورة - ) هو لاعب كرة قدم سنغافوري في مركز الدفاع. شارك مع منتخب سنغافورة تحت 22 سنة لكرة القدم ‏ ومنتخب سنغافورة لكرة القدم. أما مع النوادي، فقد لعب مع تانجونغ باغار يونايتد ونادي غيلانغ إنترناشونال ويانج لايونز.